# マンホールの蓋

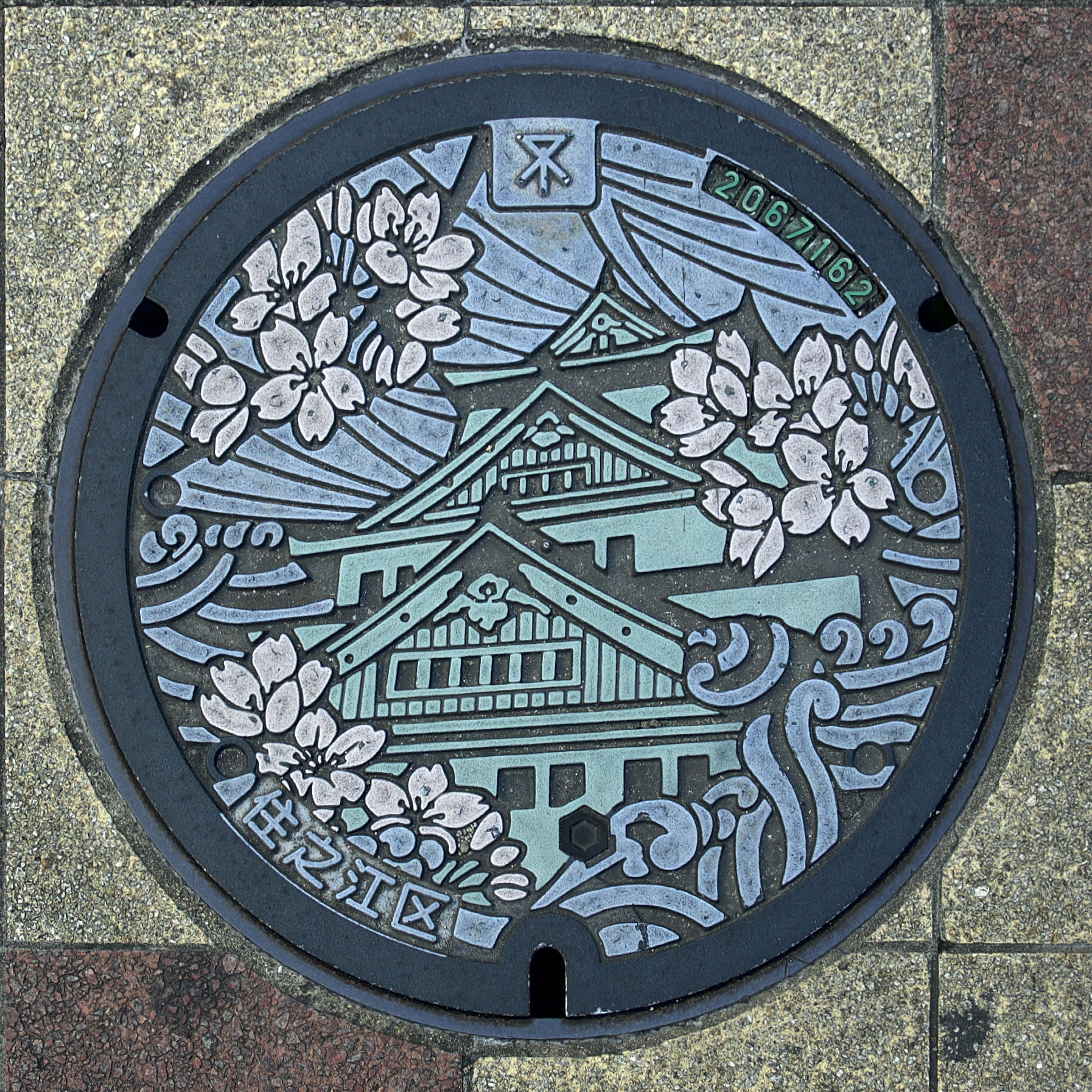
大阪府大阪市住之江区にあるマンホールの蓋。大阪城がデザインされている。

マンホールの蓋（マンホールのふた、英: manhole cover）は、マンホールあるいは排水桝の最上段に載置・かん合される蓋あるいは蓋付枠である。人や物が誤ってマンホールに落ちてしまうのを防ぐとともに、関係者以外の進入を防ぐため、マンホールの開口部にはめられた着脱可能な蓋を指す。下水道の物が最も一般的だが、上水道、電信電話、電力、都市ガス等、地下設備を有する各種事業体の物が存在する。

## 概要

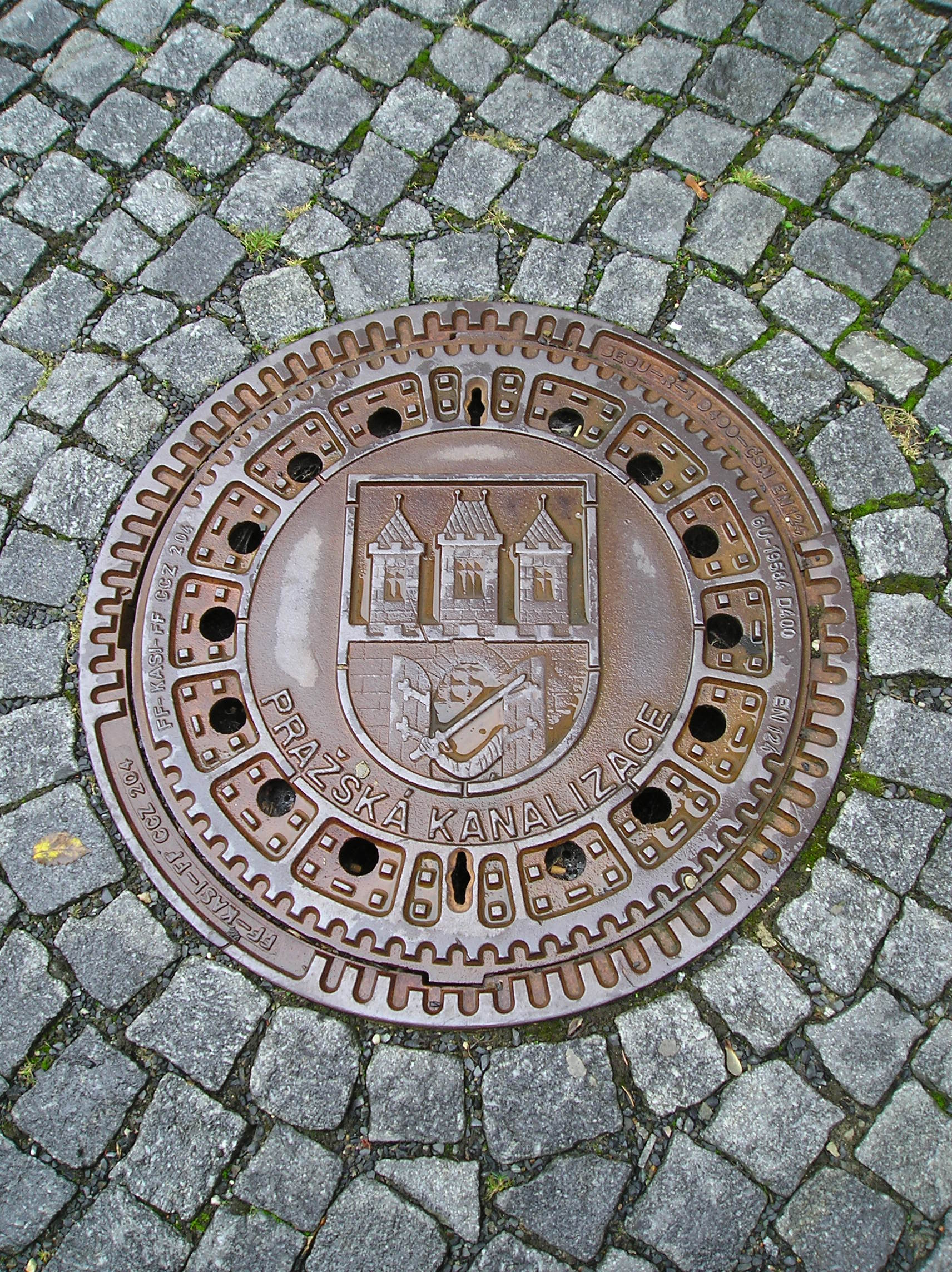
プラハのマンホールの蓋

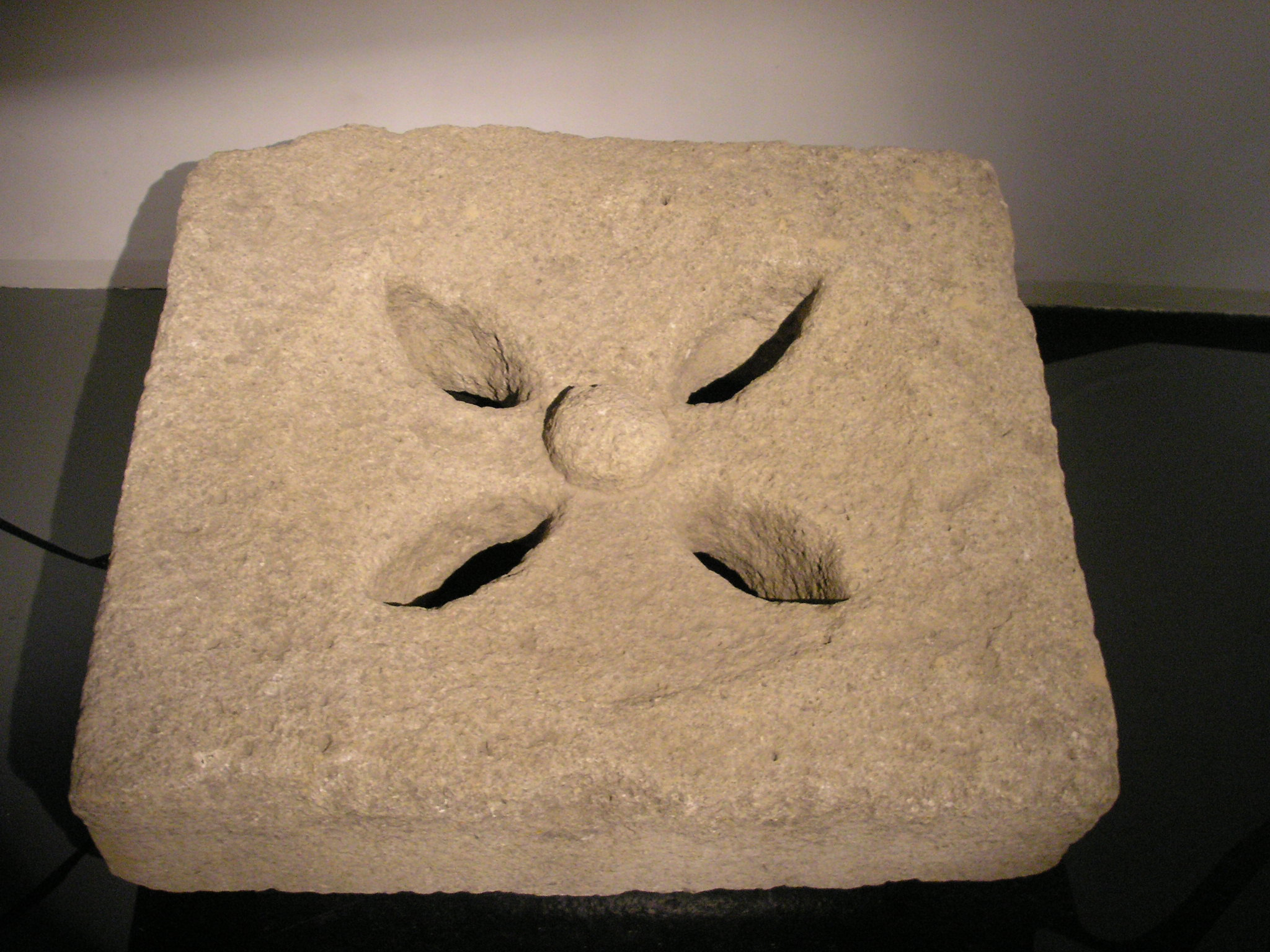
古代ローマ帝国の都市ウィンドボナの下水道に設置されていた砂岩製の蓋。

マンホールの蓋は、車両をはじめとする交通機関が蓋の上を通過する際、蓋に十分な重さがなければ、所定の位置から外れてしまう恐れがある。そのため、公共のマンホール蓋は強固かつ重量のある鋳鉄製を採用している自治体が多い。その理由として鋳鉄ならば鋳型さえ起こせば比較的安価に大量生産できること、加工のしやすさが挙げられる。鋳鉄の改良も行われ、1960年代までは一般ダクタイル鋳鉄（FCD）が用いられていたが、1965年頃に開発された鉄蓋専用のダクタイル鋳鉄（FCD700・FCD600）が現在は主流となっている。コンクリート製の蓋も存在するが、鋳鉄と比較すると強度が低く軽量化ができないため鋳鉄より少ない。
かつては80キログラム以上もある鋳鉄蓋もあったが、現在は性能が向上し、軽量化と強度の向上が図られたため、40キログラム程度になっている。耐用年数は、車の通行量が多い場所は磨耗するため15年ほど、それ以外では経年劣化のため30年が目安とされるが、何らかの偶然が重なると摩耗した蓋が交換されずに残ることもあり、例外的に100年以上使用されている蓋も存在する。
水害の際には、マンホール内を通る水圧の影響及びエアーハンマ現象という空気圧の急激な上昇によりマンホールの蓋が外れ、マンホール内に人が落ちてしまう二次災害が発生することがある。その対策として、大量の雨水が管内に流れ込んできたときでも空気の逃げ場ができるよう予めガス抜き用の穴が開けられ、内側に空気弁が設けられているほか、蓋の鍵によって水害で外れることを防ぐための浮上防止機能がある。国際会議や各国の要人の来日に際しては、マンホールを利用したテロを防ぐ治安対策として、所管の警察によりマンホールの蓋に封印がされることがある。
レーシングカーがタイヤのグリップ力を確保するために発生させるダウンフォースの反作用で路面とマシンとの間に発生する負圧によってマンホールの蓋が飛散することがあると言われ、1990年のスポーツカー世界選手権のジル・ヴィルヌーヴ・サーキットではヘスス・パレハのポルシェ・962を直撃してマシンが炎上し、市街地コースでのグランプリ期間中は溶接などによって路面に固定される。怪しい伝説による実験でインディカー・シリーズを240km/hで走行させた結果、発生した力は37ポンド(16kg)でマンホールの蓋を持ち上げるには不足とされたが、2019年アゼルバイジャングランプリのバクー市街地コースではマンホールを固定していた3本のボルトの内一本が取り付けられておらず、ジョージ・ラッセルのマシンに直撃する事故が起きた。
地下の爆発によって飛散することもあり、1957年にニューメキシコ州ロスアラモスで行われたプラムボブ作戦により約66km/sで吹き飛んだ鋼鉄の蓋は史上最大のジャガイモバズーカと言われている。

## 構造

### 要求性能
マンホールの蓋は上を通過する歩行者や車両に対して安全性があり、がたつきや騒音が小さく安定性を持つことが最も重要なことである。そのほか、通常で要求される性能として路面に対する凹凸や枠・蓋との間隙が小さい、適度な摩擦がありスリップしづらい、舗装を傷める原因とはならず道路工事で支障にならないようにすることが求められる。道路管理者が求める性能として、長寿命で価格が低廉なもの、取り扱いのしやすいものが項目として挙げられる。また、作業時に必要な開口面積が十分あることも必要である。電気関係のマンホールであれば雨水の浸入を防止する必要がある。

### 蓋の固定方法
蓋の固定方法は、蓋の下部で受枠が直接支える「平受方式」と、蓋外周と受枠内周がくさび効果で傾斜した接触面でかみ合うことで蓋が受枠に食い込む「勾配受方式」の2種類に分けられる。日本国内では1960年代頃までは平受構造が一般的であったが、車両通過時に動きやすく、蓋と受枠の接触面が摩耗することでがたつきが発生しやすい問題があった。そのため、勾配受方式が開発され、勾配角度の改良を経てがたつき軽減に至った。

### 部材
蓋には通常、かぎ型のバールキーと呼ばれる工具を挿入して引き開けるための「摘み穴」もしくは「不法開放防止を目的とした鍵」が備えられている。専用のマンホールバールキーは特にこうした穴・鍵に引っかける目的で製造されている。
マンホールの蓋に十分な強度を持たせるためには、裏面（地上から見えない面）にリブ材を取り付けられる。

### 形状

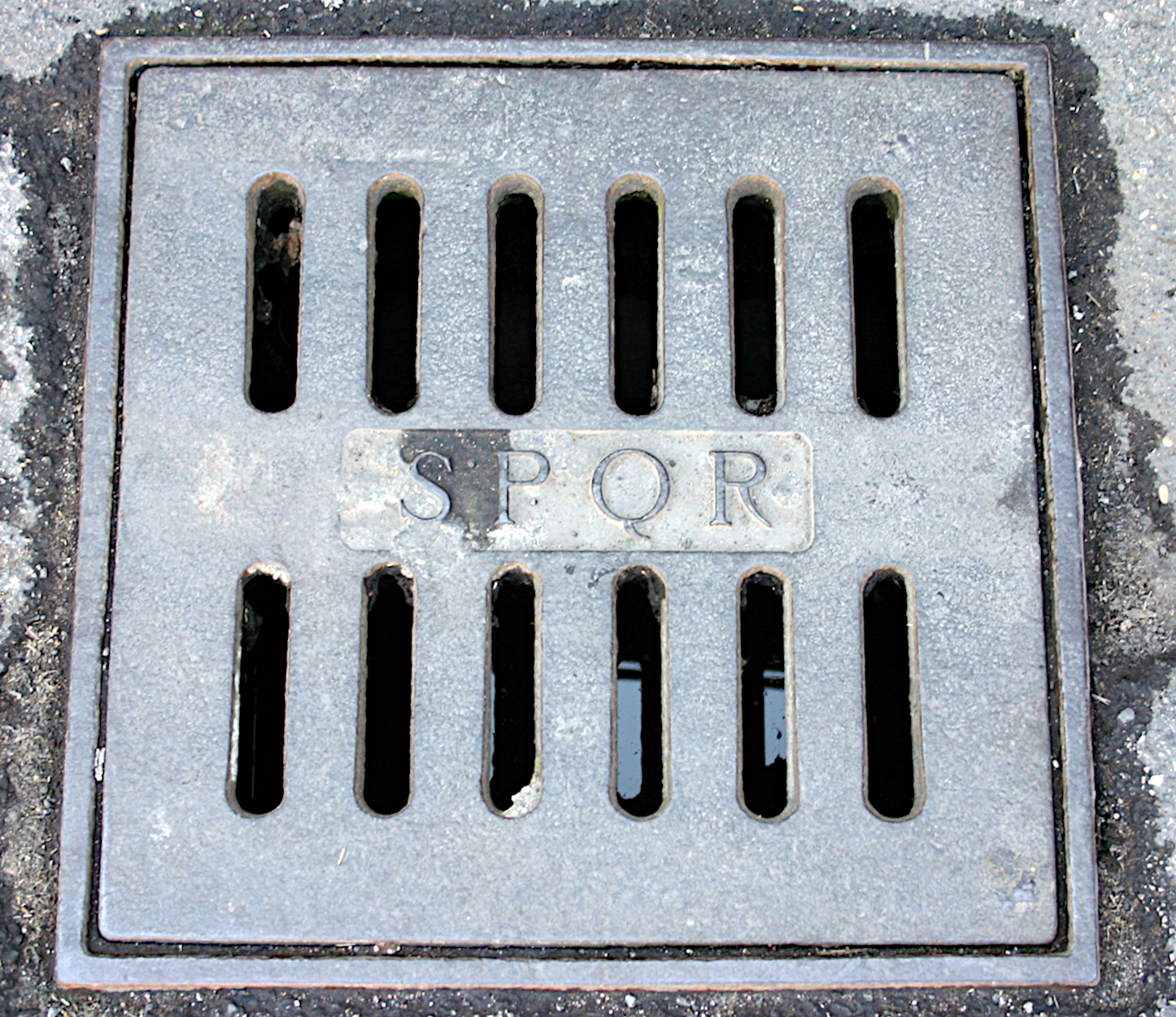
イタリア・ローマにある四角い排水口の蓋。SPQRの文字が見える。

マンホールの蓋には円形と角形がある。
円形が多く採用される理由を問う出題は、外資系の戦略コンサルティング会社や世界的IT企業の発想力を問う入社問題として広く知れ渡っていると言われ、以下が指摘されている。
- 円は定幅図形であるため、蓋がずれても穴に落ちてしまうことがないから[7]。
- 自動車などの重い物が載った時でも、圧力が分散されて割れにくいため。また、もし蓋が外れた場合でも、他の形のマンホールであれば、鋭い角の部分が後に通過する他の自動車のタイヤをパンクさせてしまう恐れがあるが、丸い形には角が無いため[27]。
- 円筒状の穴は掘るのが容易であり、マンホール開口部の丸い形状は、それを囲む地面の圧力に対して最も効率的な形状であるため、その丸い開口部の蓋が丸い様相を帯びるのは自然であるから[26]。
- 丸型の蓋は丸いマンホール穴に対して、うまくはまるように回転させる必要が無いから[28]。
- 丸い形状なら簡単に転がして移動できるから[28]。
- 文化的理由[26]。

など、様々なものがあるが、明確な理由はない。
排水口を兼ねた蓋は丸い形状のものもあるが、長方形（四角形）が一般的となっている。
大型機械の出入り口となる大きな蓋の中に人の出入り口となる小さな蓋の二重円形の蓋もある。

## 愛好・収集と盗難
マンホールの蓋は自治体など事業主や設置年代によりデザインが多様であるため、街を歩いて眺めたり、実物を集めたりすることを趣味とする人もいる。日本では「マンホーラー」と呼ばれることもある。茨城県石岡市のように、ふるさと納税の返礼品として贈る自治体もある。国土交通省や日本下水道協会は各地で「マンホールサミット」を開いており、マンホールカードなどグッズも制作・配布している。
設置者側も、より凝ったデザインにしたり、観光客誘致など地域おこしの手段に活用したりするようになっている。愛知県は2017年、下水道用マンホール蓋のデザインを公募で決定した。静岡県沼津市は2018年1月15日、同市が舞台のアニメ「ラブライブ!サンシャイン!!」登場キャラクターのイラストをあしらったマンホール蓋の設置費用をクラウドファンディングで募ったところ、翌日には目標金額を達成。今後は設置場所に拡張現実（AR）でキャラクターを出現させるなど、「聖地巡り」をするファンの呼び込みに役立てる考えである。
撤去されたマンホール蓋を廃棄せずに活用する自治体もある。群馬県前橋市が2017年、使わなくなった下水道用マンホールの蓋10枚を1枚3000円で購入者を募ったところ、合計193件の申し込みがあり、最も人気が高い蓋の競争率は40倍を超えた。抽選の末に「転売しない」との誓約書を提出してもらって販売した。次回も実施を検討している。
日本では、前述のように様々なマンホールを収集する愛好家が存在する他、専ら明治時代の黎明期から第二次世界大戦前までの産業遺産的価値のある蓋の残存状況や、当時の蓋の意匠の地域的分布傾向、更には市町村合併により消滅した自治体の名称や紋章が入った蓋の残存状況等を、産業考古学的見地から調査研究している研究者（例えば林丈二、栗原岳）も少数ながらいる。
転売額は1個約2万円とも言われ、金属の市場価格が高騰した四川大地震の折には金銭目的の窃盗事件も起きている。

## 日本のマンホール蓋

### マンホール蓋における問題点
日本国内に設置されているマンホール蓋は、下水道用だけで約1500万個ある。トラックの大型化に伴い1995年、幹線道路では25トンの荷重（それ以前は20トン対応）に耐えられるように安全基準が変更された。この改正以前の設置分を含めて、車道で15年、歩道で30年程度とされる耐用年数を過ぎた蓋が全国に約300万個あると日本グラウンドマンホール工業会（東京）は推計しており、更新が遅れるとスリップ事故などに繋がる懸念がある。
豪雨による下水道内の水量増加に伴って蓋が外れる危険性がある。そのため、2018年には蓋が下方向から受ける圧力や水圧を逃す仕組みを持つ「圧力解放耐揚圧」機能を持ったマンホールがJIS規格として定められる。
本来、マンホール蓋表面の紋様はスリップ防止のために付けられている物だが、散見される具象模様付の蓋は、旧来の単純な幾何学模様の蓋に比べて平面の部分が増加した物も多く見られる。自治体によっては一時期、具象模様付の蓋を採用したものの、後にそれを中止し、最新の細かい幾何学模様のマンホール蓋を採用している例もある。

### 情報通信技術の活用
ICT（情報通信技術）の活用として、蓋に測定器や通信用アンテナを組み込むことで函渠内部の状況をリアルタイムで把握できる計測システムが開発されている。蓋裏側にバッテリーを内蔵することで電源工事が不要で、電源がない場所でも測定・通信が可能である。函渠内部の水位や流量のほか、pH（水素イオン指数）や硫化水素濃度、臭気測定などの環境測定にも利用できる。
また、施設情報を記録したICタグを使用することで維持管理を効率化させる技術も構築されている。この技術は専用の端末を用意しなくても、専用アプリをインストールしたスマートフォンを用意すればよく、広く活用が期待されている。

### 歴史的なマンホール蓋
日本で最初の下水道は、1881年（明治14年）の横浜居留地で、神奈川県御用掛（技師）の三田善太郎がこの下水道の設計を行ない、その時に「マンホール」を「人孔」と翻訳したのではないかと言われている。この時設置された蓋は鋳鉄製格子状だったとも木製格子状だったとも言われており、詳細については不明である。
間違いなく鋳鉄製の蓋が使用されたのは、1885年（明治18年）の神田下水（東京）の「鋳鉄製格子形」が嚆矢とされている。鋳鉄製格子形の物は実際に2000年代まで東京都千代田区神田岩本町に残存していたのが林丈二、栗原岳により確認されており、寸法や格子の穴の数まで神田下水当時の図面に描かれた蓋と同一であった。また、北海道函館市入舟町には1897年（明治30年）頃の物と推察される鋳鉄製格子形の蓋が2018年時点で幾つか現存しており、国内現役最古のマンホール蓋の可能性がある。
現在の蓋の原形は、明治から大正にかけて、東京帝国大学で教鞭をとると同時に、内務省の技師として全国の上下水道を指導していた中島鋭治が、1904年(明治37年)から1907年(明治40年)にかけて東京市の下水道を設計するときに西欧のマンホールを参考に考案した。この当時の紋様が東京市型と呼ばれ、中島門下生が全国に散るとともに広まってゆき、その後、1958年（昭和33年）にマンホール蓋のJIS規格（JIS A 5506）が制定された際に、この紋様が採用された。一方、名古屋市の創設下水道（1907年＝明治40年起工）の専任技師だった茂庭忠次郎は、その後内務省土木局に入り、全国の上下水道技術を指導した折に名古屋市型を推し進めたため、名古屋市型紋様も全国的に広まっていった。
一方、大正時代から昭和初期頃にドイツ製のマンホールの蓋の輸入例もあり「ドイツ蓋」と呼ばれた（静岡県浜松市中区に日本国内では唯一現存のものがあったが、2023年8月に撤去され、当面は浜松市下水道工事課で保管されることになった）。
コンクリート製マンホール蓋は、1932年（昭和7年）頃、東京の隅田川にかかる小台橋近くの工場で森勝吉が製造したのが嚆矢とされ、ダイヤ型のガス抜き穴が開いた物であった。「森式」、あるいは「小台型」と呼ばれ、特に金属が不足した支那事変以降、戦時中にかけて多用されたと言われている。
他に上水道、電話、電力、ガスといった事業体でもマンホール蓋は存在する。
日本の古いマンホールの蓋では、「制水弁」・「仕切弁」などといったものの「弁」の表記に漢字「弇」を用いて「制水弇」「仕切弇」などと表記されている場合がある。この「弇」の漢字は本来は「エン」と音読みして「覆い」や「蓋」を意味するが、実際には「制水弇」「仕切弇」などの「弇」は「弁」の当時の正式な字体である「瓣」の略字として用いられ「ベン」として取り扱われていたようであり、戦後の当用漢字制定後に「制水弁」「仕切弁」などの表記に置き換わったようである。

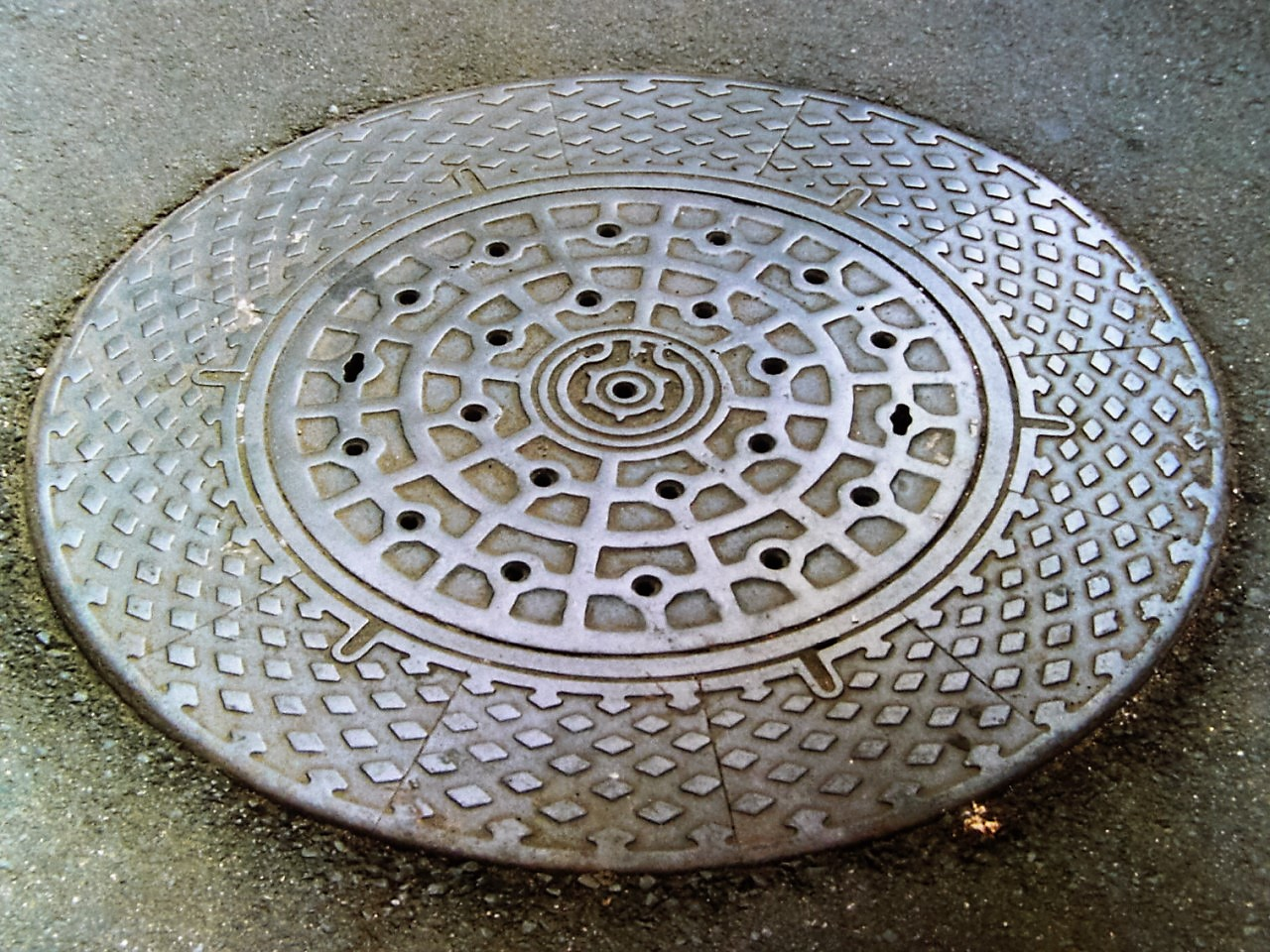
「東京市型」。水道の父と呼ばれる中島鋭治が考案したとされる蓋。
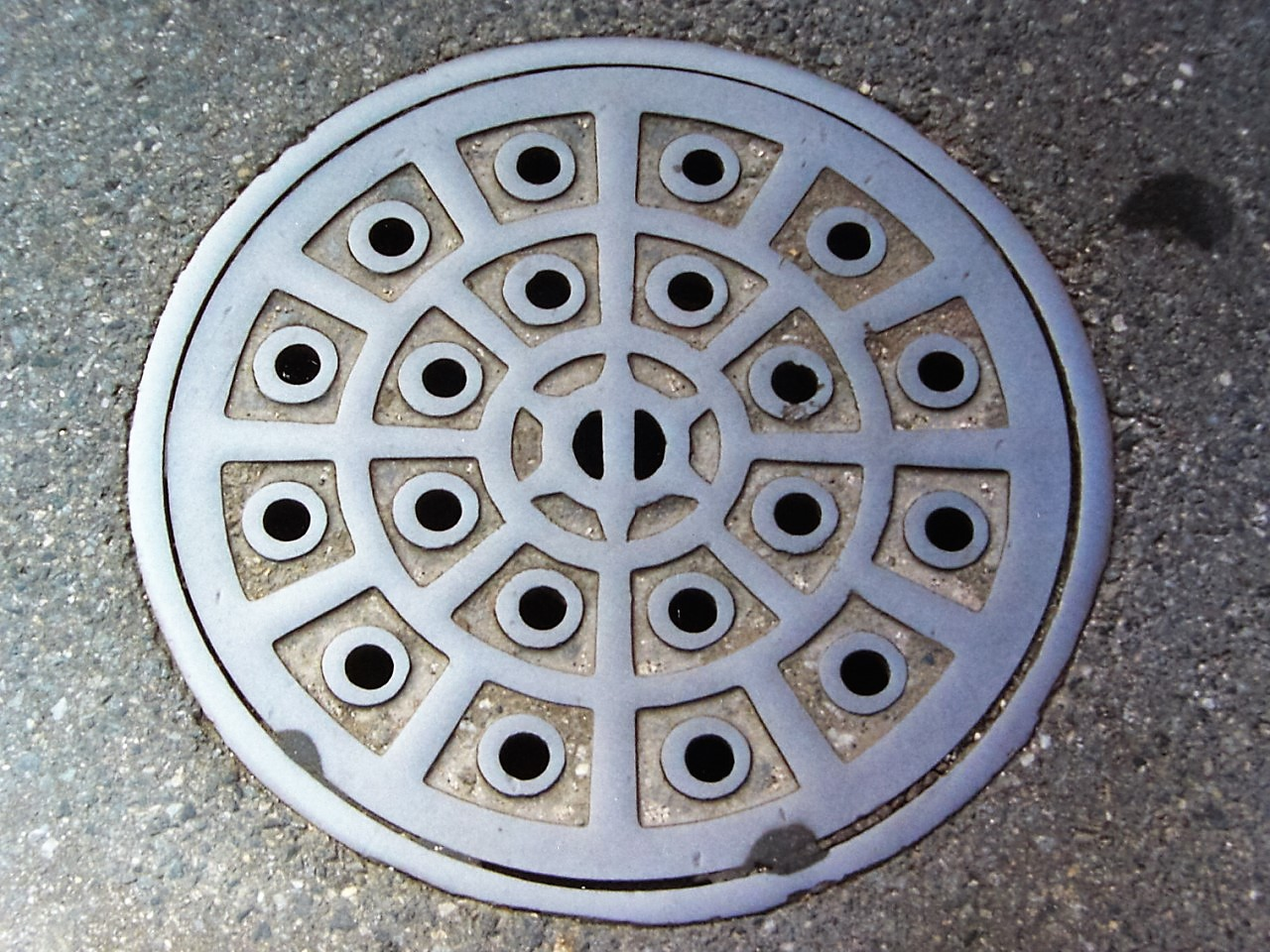
茂庭忠次郎考案とされる「名古屋市型」。
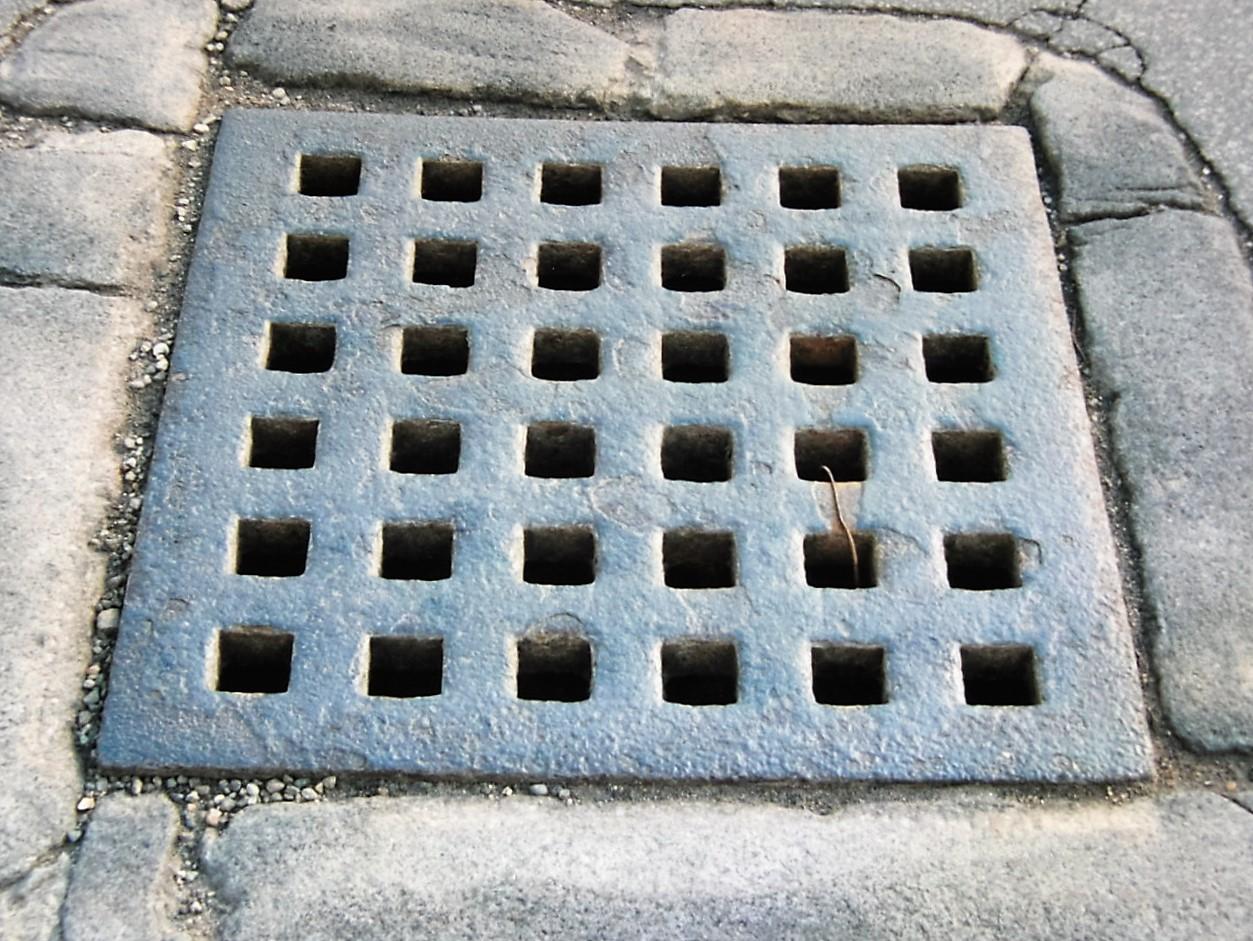
函館市入舟町の函館どっく前電停付近に2枚ある鋳鉄製格子蓋。1899年(明治32年)以前に設置された物で[9]、2018年現在残存しており、日本での現役最古のマンホール蓋の可能性がある。
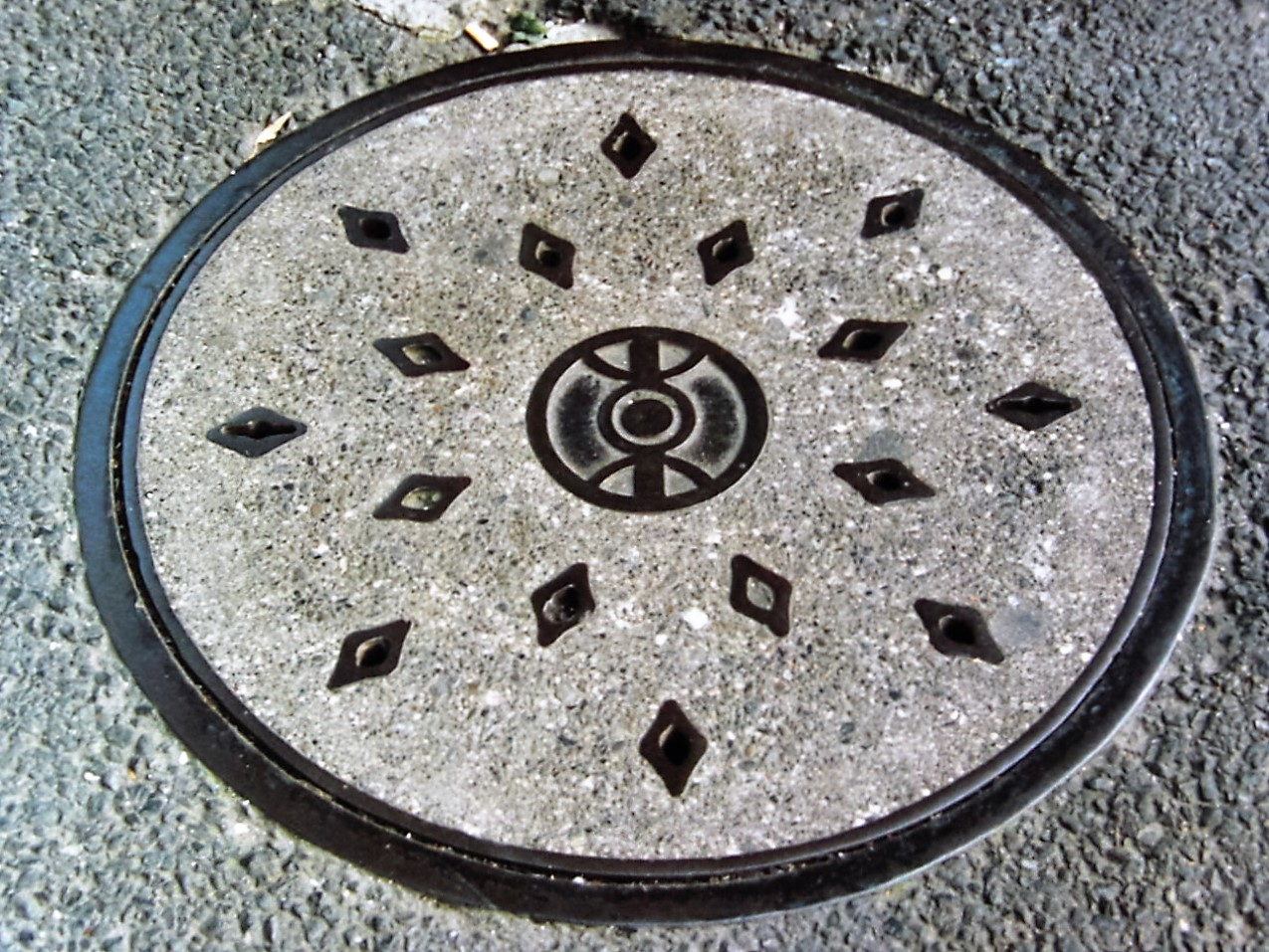
森勝吉が考案したとされる「森式」コンクリート蓋。中央の紋章は旧東京府章。

### デザインマンホール
日本の多くの自治体ではその地域の名産や特色をモチーフにしているデザインマンホールが導入されている（色付きのものはカラーマンホールとも呼ばれる）。特に下水道関連のマンホールでは多種多様なデザインが見受けられる。

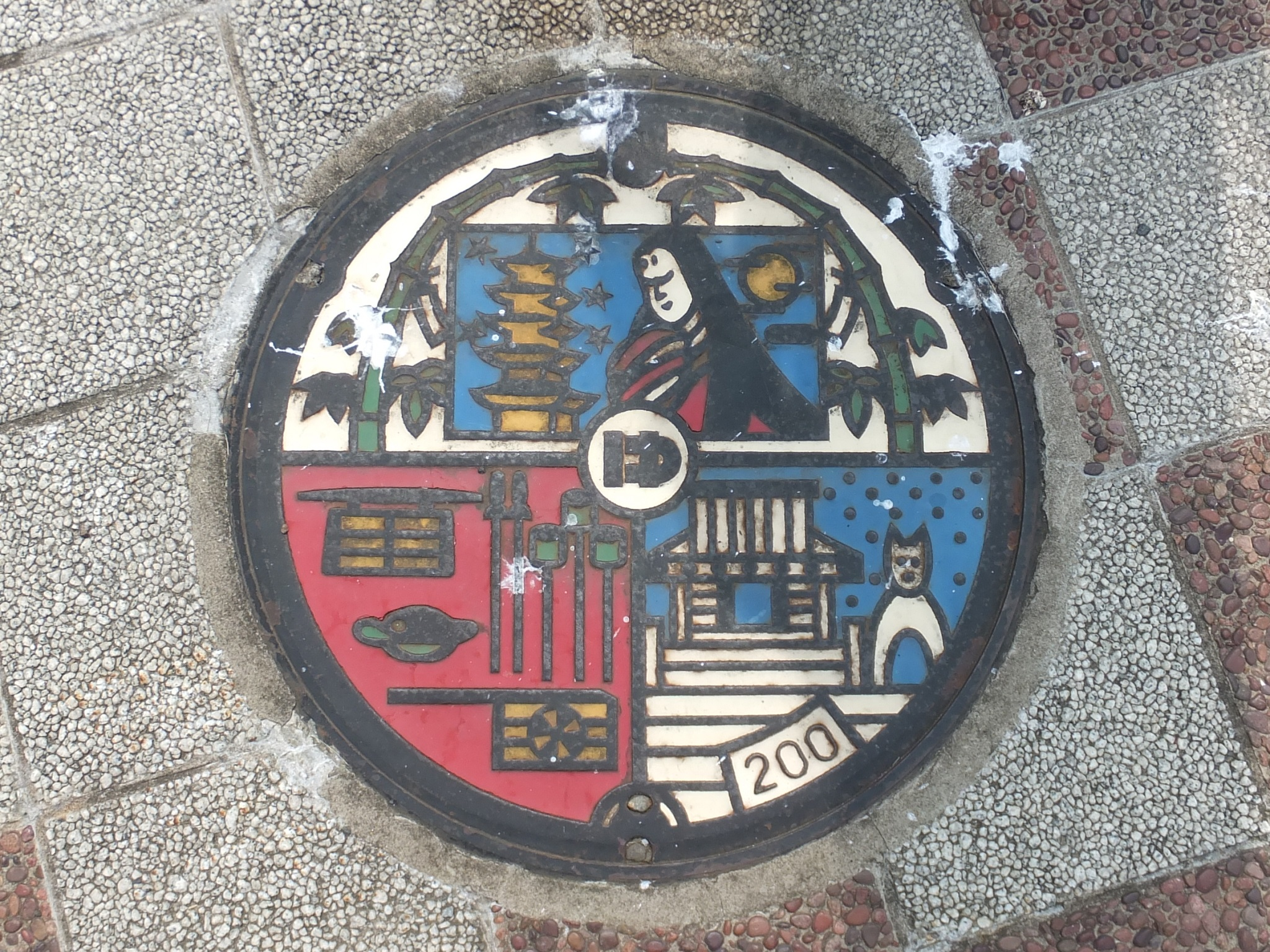
秋田県湯沢市（下水道）
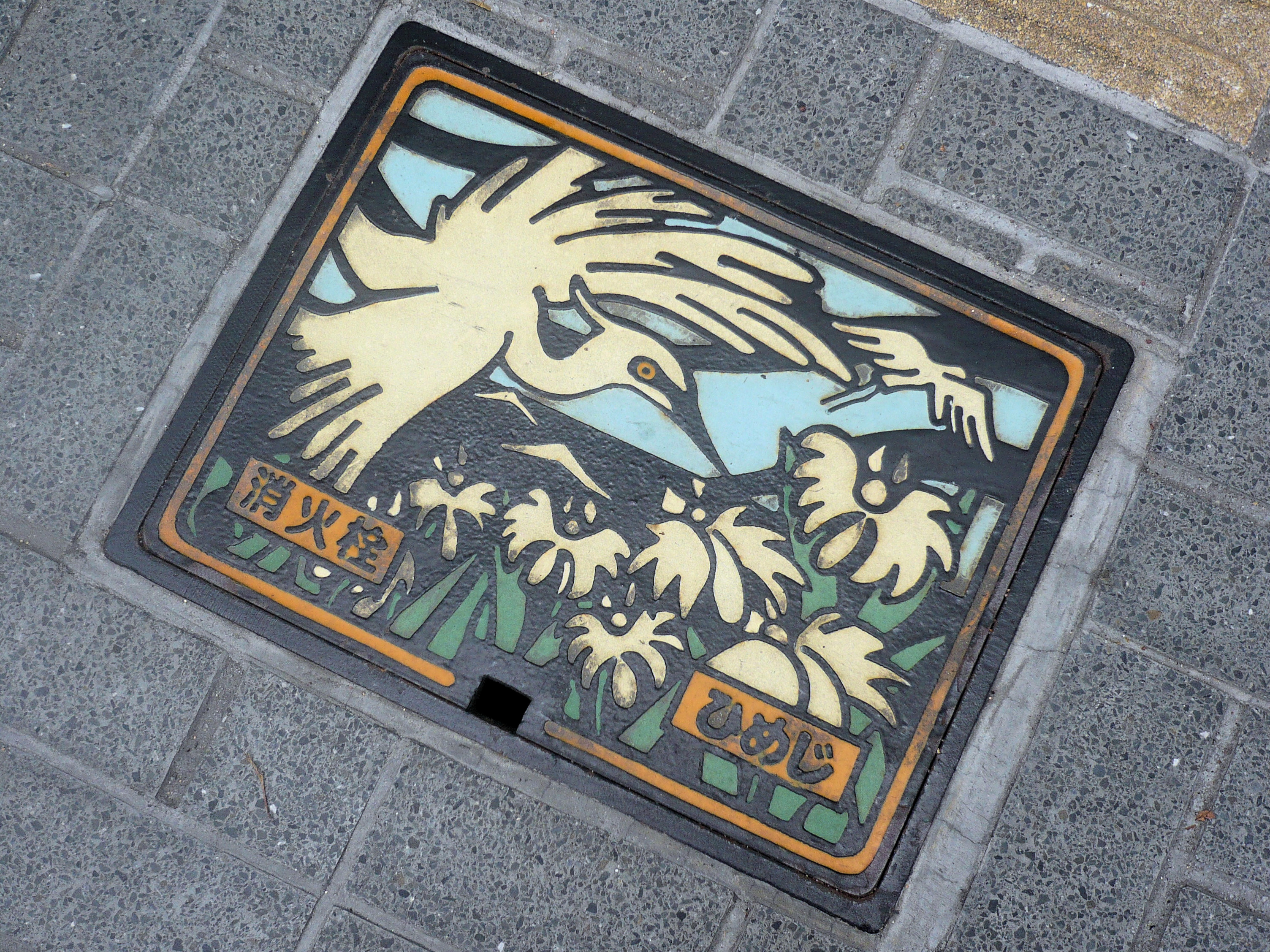
兵庫県姫路市（消火栓）

景観に合うように周囲の地面と同じ化粧を施された蓋は、化粧蓋と呼ばれる。

## 製造
マンホールの蓋は一般に以下の過程を経て製造される。
1. 造形 - 製造する蓋と同じ形をした母型（おもがた）を作る。そして、その母型に砂を充填し、砂の中から母型を取り出し、砂型（すながた）を作る。
2. 溶解 - 鉄くずや各種の金属を溶解して蓋にふさわしい合金を作る。
3. 注湯 - 溶解した鉄（溶湯）を砂型に流し込み、その後約90分かけて自然冷却する。
4. 型ばらし - 自然冷却後の蓋を砂型から取り出す。
5. 仕上げ - 砂を落とし、バリや溶湯の流れた部分を削り取る。
6. 加工 - 蓋と受枠の接触面を加工し、がたつきが生じないようにする。
7. 塗装 - 錆を防止するため、塗膜が均一な厚さになるよう塗装する。カラーのものは機械化が難しく、職人が手作業で塗装する。
8. 出荷 - 検査後、出荷される。